# Autonomieprinzip
Das Autonomieprinzip beschreibt in der Betriebswirtschaftslehre die Selbstbestimmung eines Unternehmens über seinen Wirtschaftsplan.

## Systeme

### Marktwirtschaft
Ein autonomes Unternehmen entscheidet individuell, welche Produkte oder Dienstleistungen es bereitstellt. Es entscheidet außerdem, zu welchen Preisen diese Produkte oder Dienstleistungen verkauft werden. Das Autonomieprinzip ist nach Erich Gutenberg neben dem erwerbswirtschaftlichen Prinzip (Streben nach Gewinnmaximierung) und dem Prinzip des Privateigentums ein konstitutives Merkmal von Unternehmen in marktwirtschaftlichen Systemen.

### Zentralverwaltungswirtschaft
In einer Zentralverwaltungswirtschaft gilt das Autonomieprinzip nicht. Stattdessen existiert ein zentraler Plan, durch den das Angebot und die entsprechenden Preise festgelegt werden. Es handelt sich also um einen politisch determinierten Wirtschaftsplan. Man spricht in einem solchen Fall vom sogenannten Organprinzip.